# Balance (Beatrice-Egli-Album)
Balance ist das zehnte Studioalbum der Schweizer Schlagersängerin Beatrice Egli. Es erschien 2023.

## Entstehung und Veröffentlichung
Balance erschien erstmals am 30. Juni 2023 bei Ariola. Die Veröffentlichung erfolgte zeitgleich in drei verschiedenen Versionen, die je nach Medium zwischen zwölf und 16 Titeln beinhalteten. Für die Produktion zeichneten Achtabahn, Gigi Lopez, Eric Philippi und Kevin Zaremba verantwortlich, diese waren teilweise auch als Autoren tätig. Am 1. März 2024 erschien die Albumerweiterung Alles in Balance – Leise mit drei neuen Titeln und Akustikversionen.

## Titelliste

### Balance (2023)
| #  | Titel                                          | Autor(en)                                                                         | Produzent(en)                          | Länge |
| -- | ---------------------------------------------- | --------------------------------------------------------------------------------- | -------------------------------------- | ----- |
| 1  | Neuanfang                                      | Kevin Zaremba, Beatrice Egli, Matthias Kurpiers, Gigi Lopez                       | Kevin Zaremba, Achtabahn               | 2:36  |
| 2  | Herzgesteuert                                  | Kalvin Pockorny, Achim Kleist, Wolfgang von Webenau, Beatrice Egli, Denise Picard | Kevin Zaremba, Achtabahn               | 2:51  |
| 3  | Heute Nacht                                    | Kevin Zaremba, Beatrice Egli, Matthias Kurpiers, Julius Reich, Gigi Lopez         | Kevin Zaremba, Achtabahn               | 2:35  |
| 4  | Lüg nochmal so schön                           | Kalvin Pockorny, Achim Kleist, Wolfgang von Webenau, Beatrice Egli, Denise Picard | Kevin Zaremba, Achtabahn               | 3:17  |
| 5  | Unvergleichlich                                | Kevin Zaremba, Thomas Porzig, Beatrice Egli, Katharina Schwarz                    | Kevin Zaremba, Achtabahn               | 2:55  |
| 6  | Balance                                        | Kevin Zaremba, Beatrice Egli, Matthias Kurpiers, Gigi Lopez                       | Kevin Zaremba, Achtabahn               | 2:16  |
| 7  | Verlieb Dich nicht ohne mich                   | Kevin Zaremba, Beatrice Egli, Eric Philippi, Eike Staab                           | Kevin Zaremba, Achtabahn               | 3:11  |
| 8  | Zwischen den Wolken                            | Kevin Zaremba, Beatrice Egli, Yasmina Hunzinger, Harald Schabbach                 | Kevin Zaremba, Achtabahn               | 3:04  |
| 9  | Dankbar                                        | Kevin Zaremba, Beatrice Egli, Matthias Kurpiers, Gigi Lopez                       | Kevin Zaremba, Achtabahn               | 3:01  |
| 10 | Volles Risiko                                  | Eric Philippi, Eike Staab                                                         | Eric Philippi                          | 3:23  |
| 11 | Immer so bleiben                               | Konrad Wissmann, Kevin Zaremba, Beatrice Egli, Matthias Kurpiers, Gigi Lopez      | Kevin Zaremba, Achtabahn, Gigi Lopez   | 2:46  |
| 12 | Das wissen nur wir (feat. Florian Silbereisen) | Eric Philippi, Eike Staab                                                         | Eric Philippi                          | 3:35  |
|    | CD-Deluxeversion                               |                                                                                   |                                        |       |
| 13 | Huckepack                                      | Kevin Zaremba, Roman Lüth, Katrin Brigitte Schröder, Beatrice Egli, Nico Daus     | Kevin Zaremba, Achtabahn, Gigi Lopez   | 2:43  |
| 14 | Ungeplant schön                                | Kevin Zaremba, Beatrice Egli, Eric Philippi, Eike Staab                           | Kevin Zaremba, Achtabahn               | 2:44  |
| 15 | Chliini Händ (Version 2023)                    | Kevin Zaremba, Roman Lüth, Katrin Brigitte Schröder, Beatrice Egli, Nico Daus     | Kevin Zaremba, Achtabahn               | 3:34  |
|    | Digital-Deluxeversion                          |                                                                                   |                                        |       |
| 16 | Mutausbruch                                    | Kevin Zaremba, Beatrice Egli, Eric Philippi, Eike Staab                           | Kevin Zaremba, Achtabahn, Felix Schorn | 3:04  |

### Alles in Balance – Leise (2024)
CD 1
| #  | Titel                                          | Autor(en)                                                                         | Produzent(en)                          | Länge |
| -- | ---------------------------------------------- | --------------------------------------------------------------------------------- | -------------------------------------- | ----- |
| 1  | Neuanfang                                      | Kevin Zaremba, Beatrice Egli, Matthias Kurpiers, Gigi Lopez                       | Kevin Zaremba, Achtabahn               | 2:36  |
| 2  | Du, du, du                                     | Kevin Zaremba, Beatrice Egli, Matthias Kurpiers, Gigi Lopez                       | Kevin Zaremba, Achtabahn               | 2:33  |
| 3  | Herzgesteuert                                  | Kalvin Pockorny, Achim Kleist, Wolfgang von Webenau, Beatrice Egli, Denise Picard | Kevin Zaremba, Achtabahn               | 2:51  |
| 4  | Heute Nacht                                    | Kevin Zaremba, Beatrice Egli, Matthias Kurpiers, Julius Reich, Gigi Lopez         | Kevin Zaremba, Achtabahn               | 2:35  |
| 5  | Lüg nochmal so schön                           | Kalvin Pockorny, Achim Kleist, Wolfgang von Webenau, Beatrice Egli, Denise Picard | Kevin Zaremba, Achtabahn               | 3:17  |
| 6  | Unvergleichlich                                | Kevin Zaremba, Thomas Porzig, Beatrice Egli, Katharina Schwarz                    | Kevin Zaremba, Achtabahn               | 2:55  |
| 7  | Vergessen vermissen                            | Kevin Zaremba, Beatrice Egli, Matthias Kurpiers, Gigi Lopez                       | Kevin Zaremba, Achtabahn               | 2:11  |
| 8  | Balance                                        | Kevin Zaremba, Beatrice Egli, Matthias Kurpiers, Gigi Lopez                       | Kevin Zaremba, Achtabahn               | 2:16  |
| 9  | Verlieb Dich nicht ohne mich                   | Kevin Zaremba, Beatrice Egli, Eric Philippi, Eike Staab                           | Kevin Zaremba, Achtabahn               | 3:11  |
| 10 | Zwischen den Wolken                            | Kevin Zaremba, Beatrice Egli, Yasmina Hunzinger, Harald Schabbach                 | Kevin Zaremba, Achtabahn               | 3:04  |
| 11 | Dankbar                                        | Kevin Zaremba, Beatrice Egli, Matthias Kurpiers, Gigi Lopez                       | Kevin Zaremba, Achtabahn               | 3:01  |
| 12 | Volles Risiko                                  | Eric Philippi, Eike Staab                                                         | Eric Philippi                          | 3:23  |
| 13 | Immer so bleiben                               | Konrad Wissmann, Kevin Zaremba, Beatrice Egli, Matthias Kurpiers, Gigi Lopez      | Kevin Zaremba, Achtabahn, Gigi Lopez   | 2:46  |
| 14 | Das wissen nur wir (feat. Florian Silbereisen) | Eric Philippi, Eike Staab                                                         | Eric Philippi                          | 3:35  |
| 15 | Huckepack                                      | Kevin Zaremba, Roman Lüth, Katrin Brigitte Schröder, Beatrice Egli, Nico Daus     | Kevin Zaremba, Achtabahn, Gigi Lopez   | 2:43  |
| 16 | Ungeplant schön                                | Kevin Zaremba, Beatrice Egli, Eric Philippi, Eike Staab                           | Kevin Zaremba, Achtabahn               | 2:44  |
| 17 | Chliini Händ (Version 2023)                    | Kevin Zaremba, Roman Lüth, Katrin Brigitte Schröder, Beatrice Egli, Nico Daus     | Kevin Zaremba, Achtabahn               | 3:34  |
| 18 | Mutausbruch                                    | Kevin Zaremba, Beatrice Egli, Eric Philippi, Eike Staab                           | Kevin Zaremba, Achtabahn, Felix Schorn | 3:04  |

CD 2
| # | Titel                                                     | Autor(en)                                                                 | Produzent(en)            | Länge |
| - | --------------------------------------------------------- | ------------------------------------------------------------------------- | ------------------------ | ----- |
| 1 | Ich liebe die Freiheit                                    | Kevin Zaremba, Beatrice Egli, Matthias Kurpiers, Julius Reich, Gigi Lopez | Kevin Zaremba, Achtabahn | 2:48  |
| 2 | Das wissen nur wir (Club Mix – feat. Florian Silbereisen) | Eric Philippi, Eike Staab                                                 | Eric Philippi            | 3:01  |
| 3 | Balance (Club Mix)                                        | Kevin Zaremba, Beatrice Egli, Matthias Kurpiers, Gigi Lopez               | Kevin Zaremba, Achtabahn | 2:34  |
| 4 | Volles Risiko (Akustik Version)                           | Tobias Kuhn, Clueso, Tino Sehring                                         | Kevin Zaremba, Achtabahn | 3:22  |
| 5 | Neuanfang (Akustik Version)                               | Kevin Zaremba, Beatrice Egli, Matthias Kurpiers, Gigi Lopez               | Kevin Zaremba, Achtabahn | 2:25  |
| 6 | Du, du, du (Akustik Version)                              | Kevin Zaremba, Beatrice Egli, Matthias Kurpiers, Gigi Lopez               | Kevin Zaremba, Achtabahn | 2:07  |
| 7 | Balance (Akustik Version)                                 | Kevin Zaremba, Beatrice Egli, Matthias Kurpiers, Gigi Lopez               | Kevin Zaremba, Achtabahn | 2:41  |
| 8 | Heute Nacht (Akustik Version)                             | Kevin Zaremba, Beatrice Egli, Matthias Kurpiers, Julius Reich, Gigi Lopez | Kevin Zaremba, Achtabahn | 2:34  |
| 9 | Verlieb Dich nicht ohne mich (Akustik Version)            | Kevin Zaremba, Beatrice Egli, Eric Philippi, Eike Staab                   | Kevin Zaremba, Achtabahn | 3:22  |

## Rezensionen
Dani Fromm, Musikkritikerin von laut.de, schrieb bezugnehmend zu Eglis „Neuanfang“ und zusammenfassend zu den Titeln des Albums: „[...] Doch um sich so etwas zu trauen, müsste ja jemand "volles Risiko" gehen. Es bräuchte einen regelrechten "Mutausbruch". Der ist von Beatrice Egli wohl nicht mehr zu erwarten. "Doch es ist nicht zu spät, um von vorn zu beginnen". Am Ende des Albums, längst wieder sicher zurück im Immergleichen, klingt das nach einer veritablen Drohung.“

## Kommerzieller Erfolg

### Chartplatzierungen
| ChartsChartplatzierungen | Höchstplatzierung | Wochen |
| ------------------------ | ----------------- | ------ |
| Deutschland (GfK)        | 1 (33 Wo.)        | 33     |
| Österreich (Ö3)          | 2 (14 Wo.)        | 14     |
| Schweiz (IFPI)           | 1 (24 Wo.)        | 24     |

| ChartsJahrescharts (2023) | Platzierung |
| ------------------------- | ----------- |
| Deutschland (GfK)         | 67          |
| Schweiz (IFPI)            | 39          |

### Auszeichnungen für Musikverkäufe
| Land/Region        | Auszeichnungen für Musikverkäufe (Land/Region, Auszeichnung, Verkäufe) | Verkäufe |
| ------------------ | ---------------------------------------------------------------------- | -------- |
| Deutschland (BVMI) | Gold                                                                   | 75.000   |
| Insgesamt          | 1× Gold ·                                                              | 75.000   |